# 奧爾茨托克山
46°55′32″N 8°56′52.6″E / 46.92556°N 8.947944°E

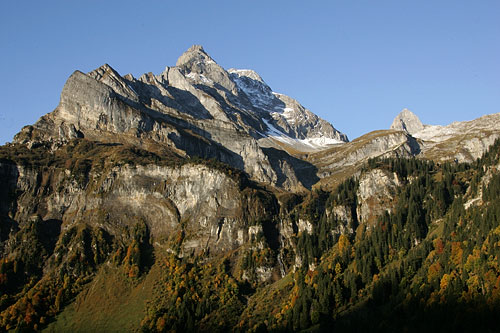

奧爾茨托克山（Ortstock），是瑞士的山峰，位於該國中部，處於施維茨州和格拉魯斯州接壤的邊界，屬於施維茨阿爾卑斯山脈的一部分，海拔高度2,717米。

## 外部連結
- Ortstock on Hikr.org （页面存档备份，存于）